# Ceylalictus celebensis
Ceylalictus celebensis är en biart som först beskrevs av Blüthgen 1935.  Ceylalictus celebensis ingår i släktet Ceylalictus och familjen vägbin. Inga underarter finns listade i Catalogue of Life.